# Proevippa bruneipes
Proevippa bruneipes là một loài nhện trong họ Lycosidae.
Loài này thuộc chi Proevippa. Proevippa bruneipes được William Frederick Purcell miêu tả năm 1903.